# 保利杜松高尔夫学院
保利杜松高尔夫学院隶属于保利集团，創始人之一兼學院院長為美国职业高尔夫教练杜松。2018年11月，学院在重庆保利高尔夫球会正式挂牌成立，总部位于该球会练习场。自2018年至2022年，该学院已培养出周子勤、李林强等中国新生代高尔夫球员。
自创办以来，保利杜松高尔夫学院以其先进的教学理念，突破传统模式，采用全新的战术检测体系，从而精准有效地找出球员的技术短板，为球员定制科学的训练及比赛计划，让球员能快速提升技战术能力，并相应地节约训练时间和成本。